# Spearhead (album)
Spearhead is een mini-album van Bolt Thrower. Het werd opgenomen in de Sawmills Studio en geproduceerd door Colin Richardson en Bolt Thrower, terwijl John Cornfield fungeerde als geluidstechnicus. Het album werd in september 1992 gemixt in de Fon Studios, de geluidstechnici waren Alan Fisch en Steve Harris. Het werd in februari 1993 uitgebracht op Earache Records: Mosh 73, en is niet meer verkrijgbaar.

## Tracklijst
1. Spearhead (Extended Remix)	8:44
2. Crown Of Life	5:28
3. Dying Creed	4:17
4. Lament	5:36

Totale duur: 24:06

## Artiesten
- Karl Willetts: zang
- Gavin Ward: gitaar
- Barry Thompson: gitaar
- Andrew Whale: drums
- Jo Bench: bas